# Vanderwaltozyma polyspora
Vanderwaltozyma polyspora är en svampart som först beskrevs av van der Walt, och fick sitt nu gällande namn av Kurtzman 2003. Vanderwaltozyma polyspora ingår i släktet Vanderwaltozyma och familjen Saccharomycetaceae.   Inga underarter finns listade i Catalogue of Life.